# Benincasa (abt)

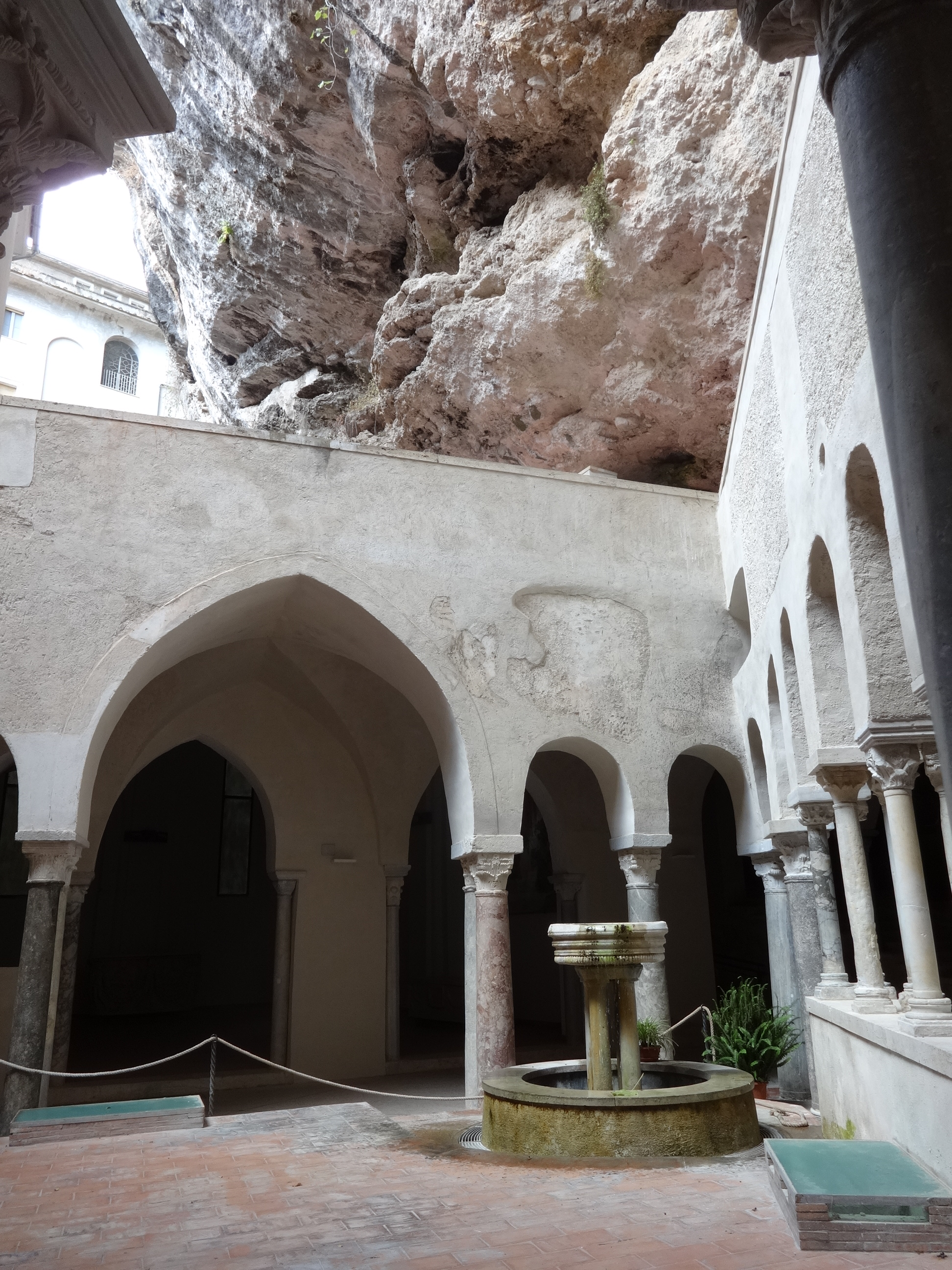
Abdij Badia di Cava (middeleeuws deel)

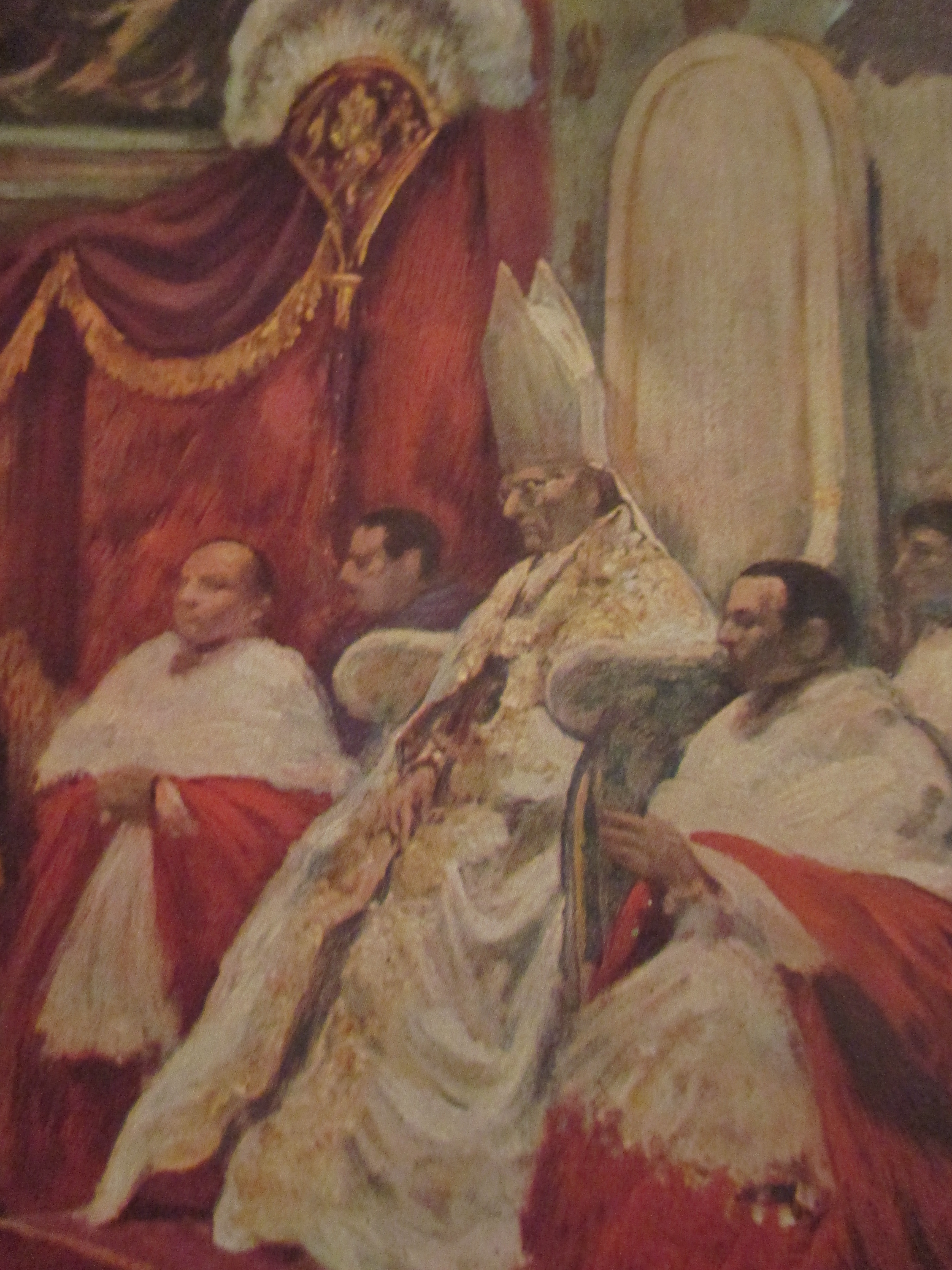
Paus Pius XI formaliseerde de verering van Benincasa (20e eeuw)

Benincasa (koninkrijk Sicilië 12e eeuw – Cava de’ Tirreni, 10 januari 1194) was een abt (1171-1194) van de Territoriale abdij van de Heilige Drie-eenheid van Cava de’ Tirreni in Zuid-Italië. Deze abdij is ook bekend als Badia di Cava en is een abdij van de orde van benedictijnen.
Benincasa had goede relaties met zijn beschermheer, Willem II van Sicilië, een Normandische vorst van het koninkrijk Sicilië en Napels.
Benincasa is een zalige voor de Roomse Kerk. De eerste abten van de abdij Badia di Cava zijn heilig verklaard; enkele latere abten zoals Benincasa zijn zalig verklaard.

## Levensloop
Het eerste spoor over het leven van Benincasa is 30 januari 1171. Dit was de dag dat hij verkozen werd tot abt van Badia di Cava. 
Willem II van Sicilië lag zwaar ziek te bed in Salerno. Benincasa liet hem overbrengen naar de abdij voor verzorging. Willem II genas en betuigde zijn dankbaarheid aan Benincasa. Willem II had op Sicilië een klooster gebouwd; het was het klooster van Monreale. Het klooster was pas af. Benincasa stuurde honderd van zijn monniken naar Monreale om het klooster te bevolken. De vriendschap tussen Willem II en abt Benincasa geraakte bekend over heel het koninkrijk.
Willem II schonk de abdij Badia di Cava het recht om schepen te bezitten. Zo voer Benincasa naar de verschillende eigendommen van zijn abdij, en dit onder de hoge bescherming van koning Willem II. Boudewijn IV, kruisvaarder en koning van Jeruzalem, verleende een schip van de abdij toegang tot alle havens van het Heilig Land. Het schip mocht taksvrij in- en uitladen.
In 1180 huisvestte Benincasa de afgezette tegenpaus Innoncentius III. Deze moest in de abdij boete doen.
In 1182 sprak Willem II een oordeel uit in het geschil over de haven van Vietri. Het was een geschil tussen de abdij Badia di Cava en Nicola, bisschop van Salerno. Willem II gaf abt Benincasa gelijk, wat leidde tot meer handelsmogelijkheden voor de vloot van de abdij.
Onder het bestuur van Benincasa verkreeg de abdij juridische en fiscale gunsten van de pausen. Bisschoppen in Zuid-Italië wilden bijhuizen van de abdij Badia di Cava. Benincasa organiseerde zo een netwerk van territoriaal autonome gebieden over verscheidene bisdommen.
In 1194 stierf Benincasa na 23 jaar bestuur. Hij werd begraven naast de stichter van de abdij, de heilige Alferius.

## Na zijn dood
Vanaf 1675 begonnen de monniken met de verering van relikwieën van Benincasa. Zij stonden uitgestald in een zijkapel genaamd de Santi Padri kapel. De kapel bevatte de relikwieën van alle heilige en zalige abten. Het duurde nochtans tot 1928 alvorens Benincasa zalig verklaard werd. Dit gebeurde op aansturen van paus Pius XI.